# منظمة الأمن القومي
أُنشئت منظمة الأمن القومي في نيجيريا أو منظمة الأمن النيجيرية بموجب القرار رقم 27 لعام 1976 من قبل النظام العسكري للجنرال أولوسيجون أوباسانجو، وذلك بعد انقلاب ديمكا الفاشل الذي أودى بحياة رئيس الدولة السابق الجنرال مورتالا محمد. كُلفت منظمة الأمن الدولي بتنسيق نشاطات كل من الأمن الداخلي والاستخبارات الأجنبية ومكافحة التجسس، إذ أنها كانت مسؤولة عن اكتشاف ومنع حدوث أي جريمة تستهدف أمن الدولة، وعن حماية البضائع السرية وتنفيذ أي مهمة أمنية قد يكلفها الرئيس بها.
اتُهمت منظمة الأمن القومي خلال فترة سيطرة النظام العسكري واستمراره خلال الجمهورية النيجيرية الثانية بارتكاب انتهاكات منهجية لحقوق الإنسان على نطاق واسع، لا سيما بحق أولئك الذين يُعتقد أنهم كانوا ينتقدون الحكومة. وصف أحد المنشقين أفراد المنظمة باسم «الغستابو في الملابس السوداء».

## المديرون العامون لمنظمة الأمن القومي
| المدير العام لمنظمة الأمن القومي | فترة الخدمة                    |
| الجنرال عبد الله محمد            | من 1976 حتى أكتوبر 1979        |
| الحاج عمرو شينكافي               | من أكتوبر 1979 حتى نوفمبر 1983 |
| السفير محمد لوال رافيندادي       | من يناير 1984 حتى أغسطس 1985   |
| العميد عليو محمد جوسو            | من سبتمبر 1985 حتى يوليو 1986  |

## النشأة
أُنشئت منظمة الأمن القومي بصفتها خروجًا من انقلاب ديمكا. تولى فرع الشرطة الخاص، الشرطة السرية، الأمن الداخلي والمخابرات في الفترة التي سبقت الانقلاب، بينما كانت إدارة المباحث، وهي وحدة تابعة لوزارة الشؤون الخارجية، مسؤولة عن المخابرات الخارجية. فشل الفرع الخاص في الحصول على معلومات استخباراتية حول الانقلاب ومدبريه قبل وقوعه، وقد عزا المفتش العام للشرطة آنذاك، محمد يوسف، السبب في هذا الفشل إلى عجز الفرع الخاص عن مراقبة الجيش، لأن الشرطة كانت تفتقر ببساطة إلى الدعم القانوني الذي يخولها لإجراء عمليات استخباراتية على الجيش. حينها دارت شائعات حول رئيس الدولة السابق، الجنرال يعقوب جون، الذي زُعم أنه قد خطط للانقلاب من مخبأه في المنفى، فأُطيح بجون في انقلاب سلمي بقيادة الراحل موتالا محمد أثناء تواجده في أوغندا لحضور اجتماع لمنظمة الوحدة الإفريقية، إذ لجأ إلى توغو بشكل مؤقت خلال فترة الانقلاب. كان زعيم مدبري الانقلاب هو المقدم بوكا سوكا ديمكا، الذي كان صهر جون وزميله في جماعة أنغاس العرقية في ولاية بلاتو. زار ديمكا جون في المنفى في المملكة المتحدة، وزعم تحت الاستجواب أنه تلقى بركة جون للقيام بالانقلاب، لكن جون أنكر مناقشة الانقلاب معه.  تسببت شائعات تورط جون، على الرغم من عدم وجود أي دليل على صحتها، بتآكل ثقة السلطة التنفيذية في إدارة المباحث باعتبارها وكالة استخبارات خارجية.
أنشأ رئيس الدولة الجديد، الجنرال أولوسيجون أوباسانجو، منظمة الأمن القومي من خلال دمج الفرع الخاص مع إدارة المباحث، وعُيّن العقيد عبد الله محمد مديرًا سابقًا للاستخبارات العسكرية ليكون بذلك أول مدير عام لها. أنشأت منظمة الأمن القومي مكاتب لها ضمن 19 ولاية من الاتحاد الذي كان مقره الرئيسي في ملحق مجلس الولاية في لاغوس. انتقل مقر الوكالة في ما بعد إلى مكتبها الدائم في 15، طريق أوولوو، إيكويي، لاغوس، وقد عمل هذا العنوان أيضًا في ما بعد بوصفه المقر الأول لخليفة منظمة الأمن القومي، وهو جهاز أمن الدولة. تعتبر لجنة الجرائم الاقتصادية والمالية هي آخر من شغل هذا العنوان.

## من عام 1976 حتى عام 1979
ضمت الوكالة في الأيام الأولى لها مجموعة من ضباط الاستخبارات العسكرية وبعض المجندين الجدد وضباطًا من إدارة المباحث وضباطًا سابقين في فرع الشرطة الخاص السابق، من بينهم ألبرت هورسال الذي كان شابًا حينها. أُديرت الوكالة الجديدة من خلال هيكل المديرية الذي شمل العمليات والاستخبارات الخارجية (إدارة المباحث)، والأمن الوقائي (مكتب أمن مجلس الوزراء)، والأمن الداخلي والمالية والإدارة والخدمات القانونية. كان الهدف الأساسي خلال هذه الفترة هو حماية رئيس الدولة والمجلس العسكري من التهديدات الداخلية والخارجية.
تركزت أنشطة الأمن الخارجي والاستخبارات التي تقوم بها منظمة الأمن القومي حول الأهمية المتزايدة لنيجيريا بصفتها عضوًا في منظمة الدول المصدرة للنفط (أوبك)، وكيف أثر هذا على مصالح القوى الأجنبية في نيجيريا، وساعدت منظمة الأمن القومي في توضيح السياسة الخارجية للحكومة النيجيرية في ما يتعلق بأفريقيا وكفاحها ضد الاستعمار ومكافحة الفصل العنصري. وفي إطار هذا الدور، ظلت منظمة الأمن القومي على اتصال مع مختلف زعماء المتمردين في دول خط المواجهة في الجنوب الإفريقي. زودت الوكالة هؤلاء الأفراد والجماعات بالأموال والأسلحة والتدريب. كان من ضمن المستفيدين من هذا البرنامج المؤتمر الوطني الإفريقي في حربهم ضد حكم الأقلية البيضاء في جنوب إفريقيا، وروبرت موغابي من جيش التحرير الوطني الإفريقي في زيمبابوي وجوشوا نكومو من جيش زيمبابوي الثوري الشعبي، إذ شارك كلاهما في حرب بوش الروديسية.

## من عام 1979 حتى عام 1983
تماشيًا مع الوعد الذي قطعه المجلس العسكري برئاسة أولوسيجون أوباسانجو، أُجريت الانتخابات وسُلمت السلطة إلى إدارة مدنية برئاسة الحاج شيخو شاجاري في 1 أكتوبر من عام 1979. تقاعد جميع الضباط العسكريين الذين خدموا في ظل النظام العسكري السابق طواعية من الجيش بعد تسليم السلطة، ثم عينت الحكومة الجديدة الحاج عمرو شينكافي، الذي كان مفوضًا سابقًا للشرطة في ولاية أويو، بصفته مديرًا عامًا جديدًا لمنظمة الأمن القومي.
تمثلت المهمة الصعبة لمنظمة الأمن القومي بقيادة شينكافي بالانتقال من منظمة سرية للشرطة خلال العهد العسكري إلى منظمة تعمل في ظل الديمقراطية وتحترم الدستور أيضًا. انخفض عدد انتهاكات حقوق الإنسان المرتكبة من قبل منظمة الأمن القومي خلال عهد الجمهورية الثانية، لكن سجلها العام في مجال حقوق الإنسان ما يزال ضعيفًا.

## من عام 1983 حتى عام 1985
عين الرئيس شيخو شاجاري السفير محمد لوال رافيندادي مديرًا عامًا لمنظمة الأمن القومي فور استقالة عمرو شينكافي المفاجئة. كان السفير رافيندادي دبلوماسيًا محترفًا وضابطًا رائدًا في وحدة الاستخبارات التابعة لإدارة المباحث، خلافًا لسينكافي الذي كانت خلفيته من الشرطة النيجيرية. كان رافيندادي ضابط مخابرات ذا خبرة، وشغل العديد من المناصب الأجنبية في المملكة المتحدة وأيرلندا وألمانيا. كان رافيندادي المدير العام الأكثر إثارة للجدل في منظمة الأمن القومي، نظرًا لأنشطته خلال فترة ولايته وحتى بعد إقالته من منصبه، وبالتالي فقد اكتسبت منظمة الأمن القومي سمعة سيئة تحت قيادة لوال رافيندادي. زُعم في بعض الأوساط أن الجنرال بوهاري وتندي إيدياغبون والمدير العام لمنظمة الأمن القومي كانوا يديرون الحكومة دون سواهم.
اكتسبت منظمة الأمن القومي سمعة سيئة خلال إدارة بوهارين وخصوصًا خلال حملة القمع ضد الانضباط في ربيع عام 1984، إذ نُفذت سلسلة من التدابير القمعية بقيادة رئيس منظمة الأمن القومي محمد لوال رافيندادي. كان من بين الذين تعرضوا للقمع مجموعة من الصحفيين وشخصيات من المعارضة ومسؤولون حكوميون (شهدت وزارة الخارجية عملية تطهير لأولئك الذين يُعتبرون «غير موالين»)، وسُجن الموسيقي فيلا رانسوم – كوتي لمدة 25 شهرًا.
شملت ولاية لوال رافيندادي عمليات اعتقال واحتجاز تعسفية لأي شخص يُشتبه بأنه يشكل تهديدًا للنظام. انتقل هذا الأسلوب إلى صفوف منظمة الأمن القومي مسببًا قسوة شديدة لدى بعض عملاء الوكالة. من الأمثلة على ذلك، العميد عباس والي، وهو ملحق دفاع سابق في المملكة المتحدة وجنرال مساعد في الجيش النيجيري. قُبض على والي في كانو على يد أحد نشطاء منظمة الأمن القومي المدعو بشارة، واحتُجز في مكتب المنظمة لمدة أسبوع دون أن يسمع أي شخص بالاعتقال، بما في ذلك المدير العام للوكالة لوال رافيندادي ونائبه ألبير هورسفول.

## حل المنظمة
وصل إبراهيم بابنجيدا إلى السلطة عقب الانقلاب العسكري الذي حصل في عام 1985، حُلَّت منظمة الأمن القومي إلى ثلاثة أقسام منفصلة وفقًا لأحكام المنصوص عليها في المرسوم 19:
- جهاز أمن الدولة، مسؤول عن الاستخبارات الداخلية
- وكالة الاستخبارات الوطنية، مسؤولة عن عمليات الاستخبارات الأجنبية ومكافحة التجسس
- وكالة الاستخبارات الدفاعية، مسؤولة عن الاستخبارات العسكرية

## الإرث
بعد إنشاء جهاز أمن الدولة ووكالة استخبارات الدفاع ووكالة الاستخبارات الوطنية، عُيّن الموظفون السابقون في منظمة الأمن القومي في هذه المنظمات التي خلفتها، بينما ورث جهاز أمن الدولة ضباط مديرية الأمن الداخلي واستوعب ضباط مديرية الاستخبارات الخارجية ضمن وكالة الاستخبارات الوطنية. عينت الحكومة العسكرية الجديدة الحاج إسماعيل غوارزو، الذي كان ضابطًا سابقًا في الشرطة، كأول مدير عام لجهاز أمن الدولة، وعُيّن المقدم أ. ن توغون نائبًا له.
عُيّن الرئيس ألبرت هورسفال، نائب المدير السابق لمنظمة الأمن القومي، بصفته أول مدير عام لوكالة الاستخبارات الوطنية، وساعده السفير عبد الله إبراهيم عطا، المدير السابق للمخابرات الخارجية في منظمة الأمن القومي أيضًا.